# Ischnothyreus khamis
Ischnothyreus khamis là một loài nhện trong họ Oonopidae.
Loài này thuộc chi Ischnothyreus. Ischnothyreus khamis được miêu tả năm 2006 bởi Michael Saaristo & van Harten.